# Меріні – Аліс-Спрінгс
Меріні – Аліс-Спрінгс (Mereenie – Alice Springs) – нафтопровід у віддаленому пустельному регіоні Австралії. 
В 1983-му у басейні Амадеус ввели в дію нафтогазове родовище Меріні, при цьому на першому етапі вивіз нафти здійснювали автоцистернами до Аліс-Спрінгс, звідки її транспортували залізницею до розташованого на південному узбережжі нафтопереробного заводу в Аделаїді. Втім, вже у 1985-му між Меріні та Аліс-Спрінгс ввели в дію нафтопровід, що мав довжину 267 кілометрів та був виконаний в діаметрі 200 мм.  
В Аліс-Спрінгс нафтопровід завершувався на перевантажувальному терміналі Brewer Estate, в межах якого також діяв малий нафтопереробний завод, що продукував дизельне пальне. В 2002-му цей міні-НПЗ закрили.
У 2003-му зупинили НПЗ в Аделаїді, після чого нафту з Аліс-Спрінгс почали відправляти до Порт-Бонітон (так само на південному узбережжі дещо північніше Аделаїди), де з середини 1980-х діє портовий термінал для відвантаження рідких вуглеводнів (є частиною установки фракціонування Порт-Бонітон).
В 2010-му натопровід Меріні – Аліс-Спрінгс зупинили через поганий технічний стан першої ділянки завдовжки сім десятків кілометрів. Як наслідок, нафту та конденсат з Меріні почали возити до Порт-Бонітон автоцистернами, а термінал у Brewer Estate закрили (за кілька років частину його площі використали для розміщення установки підготовки газового родовища Дінго).
Також можливо відзначити, що для видачі природного газу родовища Меріні призначений газопровід Меріні – Тайлер-Пасс.